# Steele (Alabama)
Steele város az USA Alabama államában, St. Clair megye megyében. Lakosainak száma 992 fő (2020. április 1.).

## Népesség
A település népességének változása:

| 2010 | 1 043 |
| 2020 | 992   |